# Кампільйо-де-Ранас
Кампільйо-де-Ранас (ісп. Campillo de Ranas) — муніципалітет в Іспанії, у складі автономної спільноти Кастилія-Ла-Манча, у провінції Гвадалахара. Населення — 198 осіб (2010).
Муніципалітет розташований на відстані близько 80 км на північний схід від Мадрида, 50 км на північ від Гвадалахари.
На території муніципалітету розташовані такі населені пункти: (дані про населення за 2010 рік)
- Кампільєхо: 25 осіб
- Кампільйо-де-Ранас: 89 осіб
- Ель-Еспінар: 20 осіб
- Роблелакаса: 31 особа
- Роблелуенго: 22 особи
- Матальяна: 7 осіб
- Ла-Вереда: 4 особи

## Демографія
Динаміка населення (INE ):

## Галерея зображень

Розташування муніципалітету у провінції Гвадалахара